# Пайк (округ, Пенсильвания)
Округ Пайк (англ. Pike County) располагается в США, штате Пенсильвания. Официально образован 8 марта 1814 года. По состоянию на 2010 год, численность населения составляла 57 369 человек. Окружной центр — Милфорд. Получил своё название в честь американского бригадного генерала и исследователя Зебулона Пайка.

## География
По данным Бюро переписи США, общая площадь округа равняется 1469 км², из которых 1417 км² суша и 52 км² или 3,50 % это водоемы.

## Население
По данным переписи населения 2000 года в округе проживает 46 302 жителей в составе 17 433 домашних хозяйств и 13 022 семей. Плотность населения составляет 33,00 человек на км2. На территории округа насчитывается 34 681 жилых строений, при плотности застройки около 24-ти строений на км2. Расовый состав населения: белые — 93,10 %, афроамериканцы — 3,27 %, коренные американцы (индейцы) — 0,24 %, азиаты — 0,62 %, гавайцы — 0,01 %, представители других рас — 1,30 %, представители двух или более рас — 1,47 %. Испаноязычные составляли 5,00 % населения независимо от расы.
В составе 34,40 % из общего числа домашних хозяйств проживают дети в возрасте до 18 лет, 63,50 % домашних хозяйств представляют собой супружеские пары проживающие вместе, 7,60 % домашних хозяйств представляют собой одиноких женщин без супруга, 25,30 % домашних хозяйств не имеют отношения к семьям, 20,70 % домашних хозяйств состоят из одного человека, 8,40 % домашних хозяйств состоят из престарелых (65 лет и старше), проживающих в одиночестве. Средний размер домашнего хозяйства составляет 2,63 человека, и средний размер семьи 3,06 человека.
Возрастной состав округа: 26,70 % моложе 18 лет, 5,30 % от 18 до 24, 27,70 % от 25 до 44, 25,10 % от 45 до 64 и 25,10 % от 65 и старше. Средний возраст жителя округа 40 лет. На каждые 100 женщин приходится 99,30 мужчин. На каждые 100 женщин старше 18 лет приходится 97,30 мужчин.